# 北村初雄
北村 初雄（きたむら はつお、 1897年（明治30年）2月13日 - 1922年（大正11年）12月2日）は、大正期の日本の詩人。

## 来歴
東京市麹町区飯田町（現・東京都千代田区飯田橋）で、北村七郎の長男として生まれる。
横浜市南太田町（現・南区内）で育ち、1903年に横浜市老松小学校（現・横浜市立本町小学校）に入学した。
1912年に神奈川県立第一横浜中学校（現・神奈川県立希望ケ丘高等学校）に進む。中学校在学中から三木露風に師事した。
1917年に中学校を卒業し、東京高等商業学校（現・一橋大学）予科に入学した。1921年に同校本科を卒業して、三井物産に入社したが、1922年に結核のため鵠沼の旅館東屋に転地療養し、同年死去した。享年26（満25歳没）。
墓所は總持寺。

## 親族
父の北村七郎は三井物産の監査役などを務めた。妹の壽は児玉桂三東京大学名誉教授の妻。同じく妹の榮は山下太郎元山下汽船社長の妻。ビオフェルミン製薬創業者の百崎俊雄は伯父。

## 詩集
- 『吾歳と春』未来社 1917年
- 『正午の果実 : 北村初雄詩集』稲門堂 1922年